# وريد هامشي أيسر
الوَريد الهامِشِيّ الأيسر (بالإنجليزية:Left marginal vein)
يستقبل الوريد القلبي الكبير روافد من الأذين الأيسر ومن كلا البطينين. أحد تلك الروافد هو الوريد الهامشي الأيسر. يعتبر هذا الوريد أحد الأوردة ذات الحجم الكبير ومساره يكون للأعلى على طول الحافة اليسرى للقلب.